# Guarrate (ort)
Guarrate är en ort i Spanien.   Den ligger i provinsen Provincia de Zamora och regionen Kastilien och Leon, i den centrala delen av landet, 170 km nordväst om huvudstaden Madrid. Guarrate ligger 737 meter över havet och antalet invånare är 362.
Terrängen runt Guarrate är platt. Runt Guarrate är det glesbefolkat, med 12 invånare per kvadratkilometer. Närmaste större samhälle är Fuentesaúco, 8,0 km sydväst om Guarrate. Trakten runt Guarrate består till största delen av jordbruksmark.